# Edward Neill
Edward D.R. Neill (Firenze, 1929 – Genova, 15 maggio 2001) è stato un critico musicale italiano.

## Biografia
Nato a Firenze di madre genovese e di padre irlandese, Edward Neill studiò musicologia a Genova con il maestro Mario Moretti. Si dedicò in particolare a Paganini, su cui pubblicò numerosi studi e alla musica popolare ligure, di cui raccolse preziose testimonianze sul campo (in particolare la sua versione del Perigordino, affidata al recupero filologico del gruppo musicale genovese di Max Manfredi, La Rionda). 
Interessato più agli autori rimasti parzialmente in ombra che ai grandi conclamati, nell'autunno 1956 fondò l'Associazione Italiana "A. Bruckner"; scrisse anche di compositori più o meno trascurati come Holst, Nielsen, Skrjabin, Berwald, Elgar, Reger, Busoni, Britten, Nastasijević, Roussel, Neglia, e degli scandinavi in genere.
Nel 1970 in qualità di direttore fondò a Genova il periodico Musicalia, al quale hanno collaborato musicologi internazionali. Con cadenza trimestrale il periodico ha avuto vita breve, chiudendo i battenti nel 1971 dopo la pubblicazioni di soli sei numeri. A metà anni dettanta Neill fondò a Genova una piccola casa discografica che fu rilevata nel 1978 da Pietro Mosetti Casaretto denominadola Dynamic S.r.l., Neill ne divenne direttore artistico. 
Nel 1972 con Alma Brughera Capaldo, Pietro Berri e altre personalità culturali genovesi, fu fra i soci fondatori dell'istituto di Studi Paganiniani, e nel 1974, con Diego Carpitella e Roberto Leydi, dette vita alla Società Italiana di Etnomusicologia. Fondò inoltre nel 1983 e diresse l'istituto Demologico Ligure. Collaborò al terzo programma radiofonico della Rai con cicli di trasmissione su Britten, Paganini, Saint-Saëns, Stradella e la musica degli Stati Uniti d'America. È stato più volte relatore a congressi internazionali di musicologia.  
Nel suo studio in via San Luca, nel centro storico di Genova, custodiva un ricco archivio di partiture, registrazioni e pubblicazioni, che metteva a disposizione di amici e studiosi. Il comune di Genova gli ha attribuito il Grifo d'Oro nell'ottobre 2000. L'imponente archivio è stato rilevato dalla Fondazione De Ferrari, tranne le registrazioni di folklore genovese e ligure cedute alla Regione Liguria.

## Opere
- Un pioniere italiano di Bruckner, in «Anton Bruckner Symposium», Ass. Italiana "A. Bruckner", Tipografia delle arti grafiche, Genova, 1958, p. 39
- Strutture musicali della poesia di Montale, Firenze, estr. da «Il Ponte», anno 26, numero 6 (giugno 1970); rist. Tipografia Giuntina
- Albert Roussel, in «Musicalia», anno 1 n. 1 (febbraio 1970), pp. 5-11
- Intervista a Giorgio Questa, in «Musicalia», anno 1 n. 1 (febbraio 1970), pp. 53-57
- Erick Satie, in «Musicalia», in «Musicalia», anno 1 n. 2 (II trimestre 1970), pp. 4-11
- 9 Domande a Salvatore Accardo, in «Musicalia», anno 1 n. 2 (II trimestre 1970), pp. 60-64
- Carl Nielsen, in «Musicalia», anno 1 n. 3 (III trimestre 1970), pp. 4-13
- Paganini compositore, in «Musicalia», anno 1 n. 4 (IV trimestre 1970), pp. 4-11
- Intervista con un direttore jugoslavo Samo Hubad, in «Musicalia», anno 1 n. 4 (IV trimestre 1970), pp. 58-61
- Valori simbolici del flauto in un romanzo di D. H. Lawrence, in «Musicalia», anno 1 n. 4 (IV trimestre 1970), 34-38
- Zoofonia, in «Musicalia», anno 2 n. 1 (I trimestre 1971), pp. 3-18
- Il “Wozzeck” di Berg, in «Musicalia», anno 2 n. 2 (II trimestre 1971), pp. 13-22
- La chitarra, in «Musicalia», anno 2 n. 2 (II trimestre 1971), pp. 66-70
- Paganini e la musica popolare, in «Quaderni dell’Istituto di Studi Paganiniani», Nº 1, Genova, Ottobre 1972, pp. 7-15
- Paganini e la musica popolare (II), indagini e riscontri, in «Quaderni dell’Istituto di Studi Paganiniani», Nº 2, Genova, Settembre 1974, pp. 37-41
- Musica, tecnica ed estetica nel canto degli uccelli, Padova, Zanibon, 1975.
- Aspetti critico-storici della elaborazione artistica della musica popolare, in Canto popolare ed elaborazione artistica nella musica corale, VII Convegno europeo sul canto corale, 1976, pp. 65-71 [ESO Edizioni Seghizzi Online, RiMSO aprile 2015, II (56)]
- Significati dell’opera di Paganini nell’ottocento strumentale italiano, in «Genova», anno 56 n. 76 (1976), pp. 55-67
- Paul-Gilbert Langevin, Harry Halbreich, Gustav Kars, Edward Neill, Hans-Hubert Schönzeler, Anton Bruckner, apogée de la symphonie, l'Age d'Homme, 1977.
- Nicolò Paganini, La vita attraverso le opere, i documenti e le immagini, Genova, Cassa di Risparmio di Genova, 1978
- Aspetti e tendenze della musica corale inglese del Novecento storico, in Problemi di estetica tecnica e didattica della letteratura corale moderna e contemporanea, IX Convegno europeo sul canto corale, Ed. Seghizzi, Gorizia, 1978, s.p.; [ESO Edizioni Seghizzi Online, n° 38, novembre 2014, IV]
- Guida alla Terza Sinfonia di Bruckner, Genova, Associazione Italiana "Anton Bruckner", dicembre 1983

- voce Britten Edward Benjamin, in Dizionario Enciclopedico Universale della Musica e dei Musicisti (diretto da Alberto Basso), Utet, Torino, Le Biografie, Vol. I, 1985, pp. 700-702
- voce Elgar sir Edward William, in Dizionario Enciclopedico Universale della Musica e dei Musicisti (diretto da Alberto Basso), Utet, Torino, Le Biografie, Vol. II, 1985, pp. 641-643
- voce Holts famiglia di musicisti inglesi, in Dizionario Enciclopedico Universale della Musica e dei Musicisti (diretto da Alberto Basso), Utet, Torino, Le Biografie, Vol. III, 1986, pp. 629-631
- Il «Primo Concerto» di Paganini: indagini e riscontri, in «Nuova Rivista Musicale Italiana», anno 21, n. 1 (gennaio-marzo 1987), pp. 35-42
- voce Nielsen Carl August, in Dizionario Enciclopedico Universale della Musica e dei Musicisti (diretto da Alberto Basso), Utet, Torino, Le Biografie, Vol. III, 1988, pp. 373-376
- voce Reger Max, in Dizionario Enciclopedico Universale della Musica e dei Musicisti (diretto da Alberto Basso), Utet, Torino, Le Biografie, Vol. VI, 1988, pp. 271-275
- voce Roussel Albert, in Dizionario Enciclopedico Universale della Musica e dei Musicisti (diretto da Alberto Basso), Utet, Torino, Le Biografie, Vol. VI, 1988, pp. 476--477

- Pietro Berri-Edward Neill, voce Paganini Niccolò, in Dizionario Enciclopedico Universale della Musica e dei Musicisti (diretto da Alberto Basso), Utet, Torino, Le Biografie, Vol. V, 1988, pp. 500-510
- Niccolò Paganini. Il cavaliere filarmonico, Genova, De Ferrari, 1990; seconda ed. 2004; trad. fr. di Sylviane Falcinelli, Nicolò Paganini, Paris, Fayard, 1991; tr. ted. Niccolò Paganini, Eine Bibliographie, München, Droemer Knaur, 1993
- La musica popolare ligure, esempi musicali registrati dal vivo e trascritti da Mauro Balma, Milano, Sedimus, 1993
- Modernità e tradizione nei Quartetti di Schubert, in «Atti Accademia Roveretana degli Agiati», anno 242 (1992), ser. VII, vol. II, A, pp. 15-18
- C.A. Gambini, musicista di prima grandezza, in «La Casana», anno XXXVI n. 2 (aprile-giugno 1994), pp. 50-56
- Paganini. Con la riproduzione integrale dei disegni di L.P.A. Burmeyster (Lyser), Genova, Graphos, 1994.
- Nicolò Paganini in Sicilia, in «La Casana», anno XLIII n. 1 (gennaio-marzo 2001) supplemento, pp. 64-71
- Rime popolari genovesi, Genova, Edizione S. Marco dei Giustiniani, 2001.